# Dannemarie (Yvelines)
Dannemarie és un municipi francès, situat al departament d'Yvelines i a la regió de Illa de França. L'any 2007 tenia 249 habitants.
Forma part del cantó de Bonnières-sur-Seine, del districte de Mantes-la-Jolie i de la Comunitat de comunes del Pays Houdanais.

## Demografia

### Població
El 2007 la població de fet de Dannemarie era de 249 persones. Hi havia 96 famílies, de les quals 20 eren unipersonals (8 homes vivint sols i 12 dones vivint soles), 28 parelles sense fills, 44 parelles amb fills i 4 famílies monoparentals amb fills.
La població ha evolucionat segons el següent gràfic:
Habitants censats

### Habitatges
El 2007 hi havia 99 habitatges, 95 eren l'habitatge principal de la família, 3 eren segones residències i 1 estava desocupat. 88 eren cases i 11 eren apartaments. Dels 95 habitatges principals, 77 estaven ocupats pels seus propietaris, 15 estaven llogats i ocupats pels llogaters i 3 estaven cedits a títol gratuït; 2 tenien una cambra, 5 en tenien dues, 6 en tenien tres, 12 en tenien quatre i 70 en tenien cinc o més. 87 habitatges disposaven pel capbaix d'una plaça de pàrquing. A 33 habitatges hi havia un automòbil i a 60 n'hi havia dos o més.

### Piràmide de població
La piràmide de població per edats i sexe el 2009 era:
| Homes | Edats   | Dones |
| ----- | ------- | ----- |
| 0     | 95 o +  | 0     |
| 0     | 90 a 94 | 0     |
| 0     | 85 a 89 | 4     |
| 0     | 80 a 84 | 0     |
| 0     | 75 a 79 | 0     |
| 0     | 70 a 74 | 0     |
| 4     | 65 a 69 | 0     |
| 8     | 60 a 64 | 4     |
| 12    | 55 a 59 | 8     |
| 12    | 50 a 54 | 28    |
| 8     | 45 a 49 | 4     |
| 4     | 40 a 44 | 16    |
| 12    | 35 a 39 | 8     |
| 8     | 30 a 34 | 8     |
| 8     | 25 a 29 | 8     |
| 16    | 20 a 24 | 12    |
| 12    | 15 a 19 | 8     |
| 16    | 10 a 14 | 0     |
| 0     | 5 a 9   | 8     |
| 0     | 0 a 4   | 8     |

## Economia
El 2007 la població en edat de treballar era de 186 persones, 142 eren actives i 44 eren inactives. De les 142 persones actives 138 estaven ocupades (76 homes i 62 dones) i 4 estaven aturades (2 homes i 2 dones). De les 44 persones inactives 13 estaven jubilades, 18 estaven estudiant i 13 estaven classificades com a «altres inactius».

### Ingressos
El 2009 a Dannemarie hi havia 92 unitats fiscals que integraven 230 persones, la mediana anual d'ingressos fiscals per persona era de 32.895,5 €.

### Activitats econòmiques
Dels 8 establiments que hi havia el 2007, 2 eren d'empreses de construcció, 2 d'empreses financeres, 1 d'una empresa immobiliària, 2 d'entitats de l'administració pública i 1 d'una empresa classificada com a «altres activitats de serveis».
Dels 3 establiments de servei als particulars que hi havia el 2009, 1 era un paleta, 1 lampisteria i 1 agència immobiliària.
L'any 2000 a Dannemarie hi havia 3 explotacions agrícoles.

## Poblacions més properes
El següent diagrama mostra les poblacions més properes.